# 양양 진전사지 도의선사탑
진전사지 도의선사탑(陳田寺址 道義禪師塔)은 대한민국 강원특별자치도 양양군 강현면 둔전리에 있는 진전사터에 세워진, 남북국 시대 신라의 도의선사 묘탑으로, 일반적인 탑의 형태와 다르게 8각형의 탑신을 하고 있으면서도 아래부분이 석탑에서와 같은 2단의 4각 기단을 갖추고 있다. 1966년 2월 28일 대한민국의 보물 제439호로 지정되었다.

## 개요
멀리 동해바다가 내다보이는 진전사터 안의 작은 언덕 위에 서 있는 탑으로, 진전사를 창건한 도의선사의 묘탑으로 추정된다. 도의는 선덕왕 5년(784)에 당에서 유학하고 헌덕왕 13년(821)에 귀국하여 선종을 펼치려 하였으나, 당시는 교종만을 중요시하던 때라 두각을 나타내지 못하고 이 절로 들어와 수도하다가 입적하였다.
이 탑은 일반적인 다른 탑과는 달리 8각형의 탑신(塔身)을 하고 있으면서도, 그 아랫부분이 석탑에서와 같은 2단의 4각 기단(基壇)을 하고 있어 보는 이의 호기심을 자아낸다.
2단으로 이루어진 기단은 각 면마다 모서리와 중앙에 기둥 모양을 새기고, 그 위로 탑신을 괴기 위한 8각의 돌을 두었는데, 옆면에는 연꽃을 조각하여 둘렀다. 8각의 기와집 모양을 하고 있는 탑신은 몸돌의 한쪽 면에만 문짝 모양의 조각을 하였을 뿐 다른 장식은 하지 않았다. 지붕돌은 밑면이 거의 수평을 이루고 있으며, 낙수면은 서서히 내려오다 끝에서 부드러운 곡선을 그리며 위로 살짝 들려 있다.
석탑을 보고 있는 듯한 기단의 구조는 다른 곳에서는 찾아볼 수 없는 모습이다. 도의선사의 묘탑으로 볼 때 우리나라 석조부도의 첫 출발점이 되며, 세워진 시기는 9세기 중반쯤이 아닐까 한다. 전체적으로 단단하고 치밀하게 돌을 다듬은 데서 오는 단정함이 느껴지며, 장식을 자제하면서 간결하게 새긴 조각들은 명쾌하다.

## 현지 안내문

### 한글 설명
양양 진전사지 도의선사탑
襄陽 陳田寺址 道義禪師塔
보물 제439호
양양 진전사지 도의선사탑은 진전사를 세운 도의선사의 승탑으로 추정된다. 높이는 약 3m이고 화강석으로 만들어졌다. 도의선사는 선덕왕 5년(784)에 당으로 유학하고 헌덕왕 13년(821)에 귀국하여 선종을 펼치려 하였으나, 당시는 교종만을 중요시하던 때라 두각을 나타내지 못하였고 이후 진전사에 들어와 수도하다가 입적(入寂)하였다. 도의선사와 연관 지어 볼 때 9세기 중반쯤에 세워진 것으로 추정되며, 우리나라 석조 승탑의 출발점이라고 할 수 있다.
여느 탑과는 달리 탑신(塔身)이 팔각형이면서도 그 아랫부분에는 석탑처럼 네모난 기단(基壇)이 두 단 있는 독특한 구조를 가지고 있다. 기단은 각 면마다 모서리와 중앙에 기둥 모양을 새기고, 그 위로 탑신을 괴는 팔각 돌을 두었으며, 옆면에 연꽃을 둘러 새겼다. 팔각 기와집 모양인 탑신에는 몸돌의 한쪽 면에만 문짝 모양을 조각했을 뿐 다른 장식은 하지 않았다. 지붕돌은 밑면이 거의 수평을 이루고 있으며, 빗물이 흘러내리는 경사진 면인 낙수면(落水面)은 서서히 내려오다 끝에서 부드러운 곡선을 그리며 위로 살짝 들려 있다.

### 영문 설명
Stupa of Master Doui at Jinjeonsa Temple Site, Yangyang
Treasure No. 439
This stupa honors Doui, a Buddhist monk who founded Jinjeonsa Temple during the Unified Silla period (668-935). A stupa is a structure containing the remains of an eminent Buddhist monk.
Monk Doui studied in Tang China from 784 to 821 and, after coming back, tried to popularize meditative Seon Buddhism in Silla. However, he faced the predominant influence of doctrinal Buddhism and decided to seclude himself in Jinjeonsa Temple, practicing asceticism until his death. His disciples, Yeomgeo (?-844) and Chejing (804-880), established Gajisan School in the 9th century, which is the first of the “nine mountain schools” representing Korean Seon Buddhism.
This stupa is presumed to have been erected in the mid-9th century. It is one of the first Buddhist stone stupas built in Korea.
It has a unique structure with a square two-tiered base and an octagonal body and roof stone. There is a carving of a door on the body stone, symbolizing that it contains the remains of a monk.
The stupa measures about 3 m in height.

## 사진

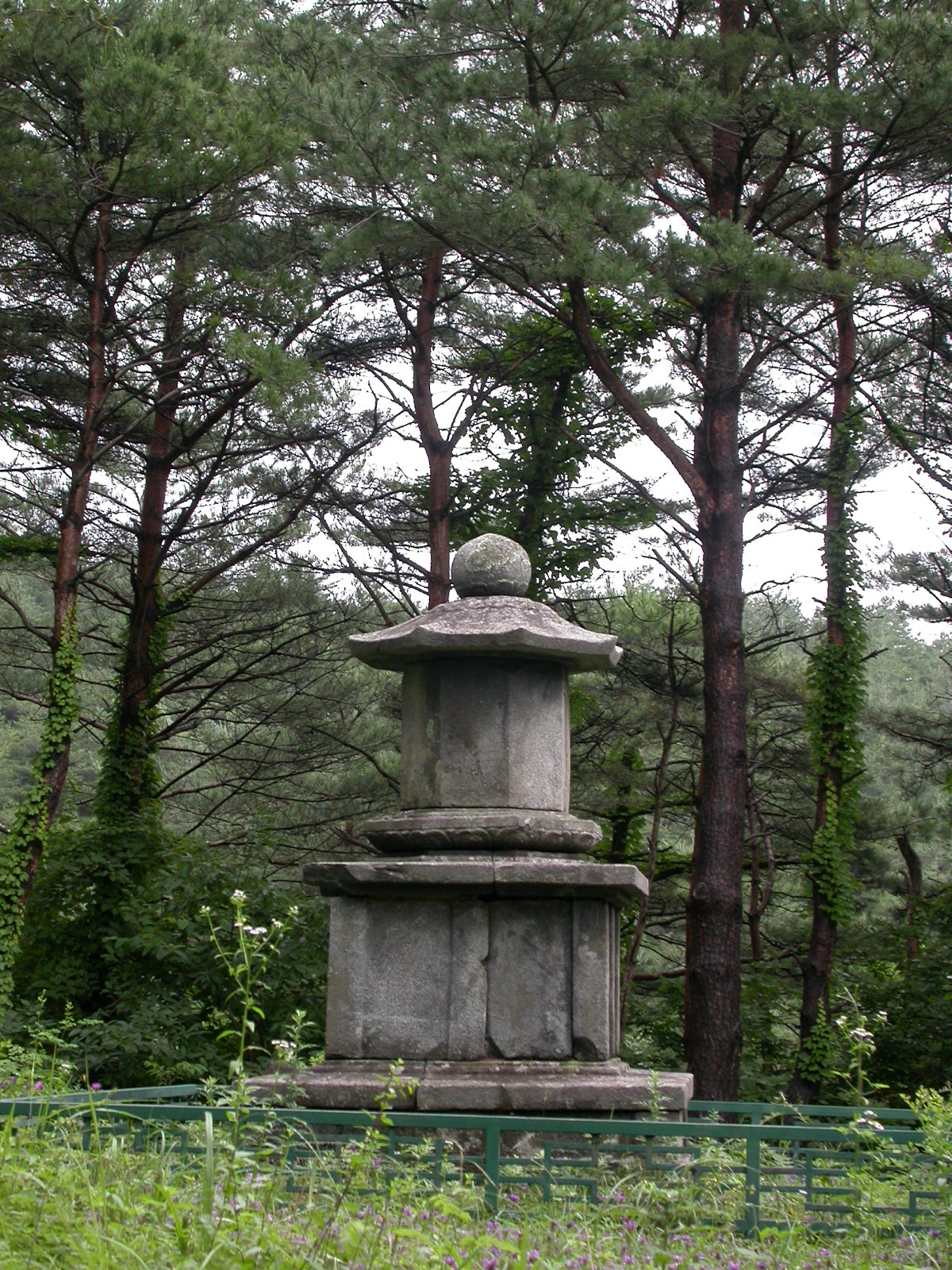
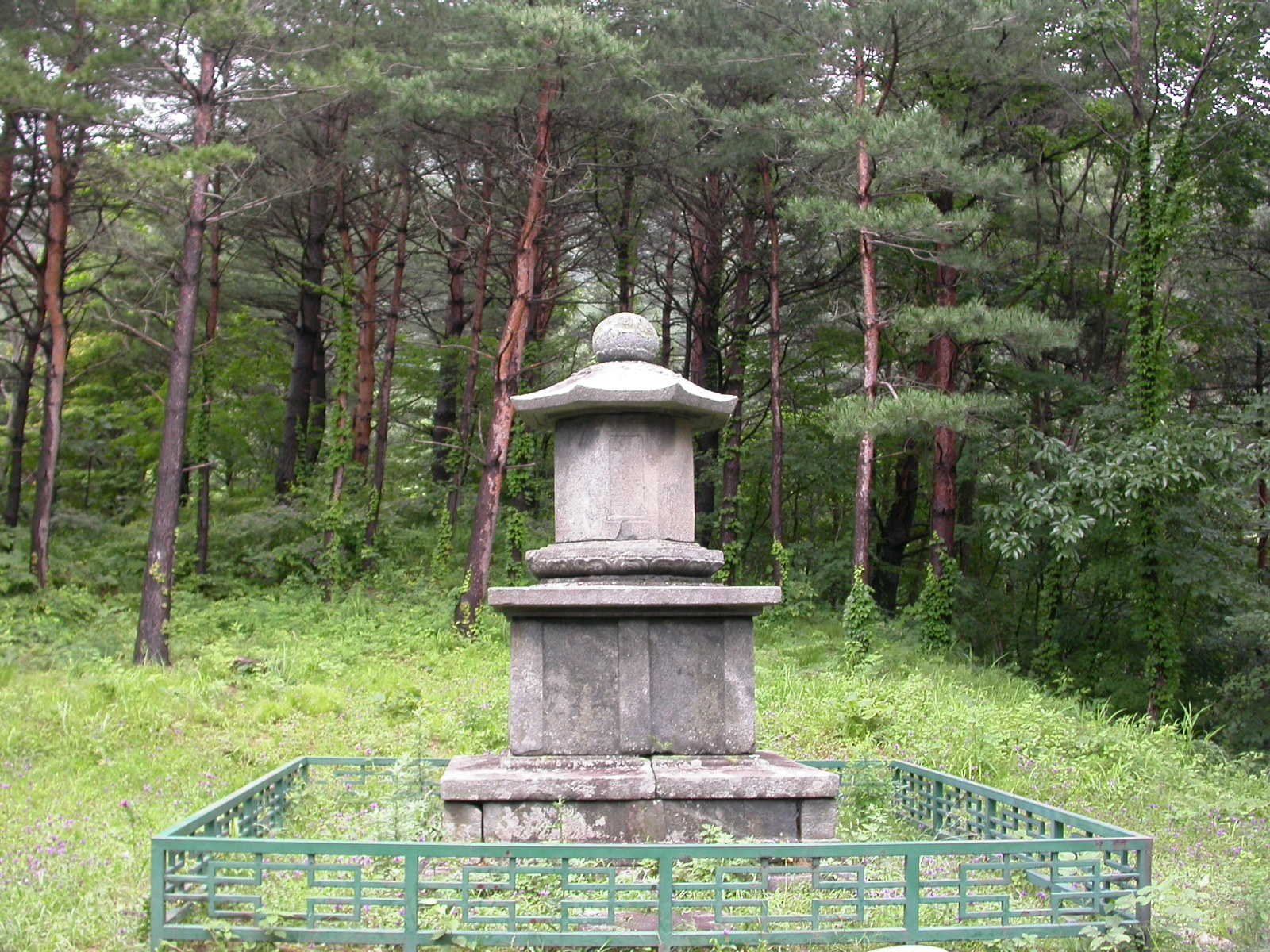

## 같이 보기
- 양양 진전사지 삼층석탑